# F. X. Toole
Pour les articles homonymes, voir Toole.
Œuvres principales
- La Brûlure des cordes
- Coup pour coup

F.X. Toole (pseudonyme de l'entraîneur de boxe Jerry Boyd), né le 30 juillet 1930 à Long Beach (Californie) et mort le 2 septembre 2002 à Torrance (Californie), est un écrivain américain.
Il est surtout connu pour son recueil de nouvelles intitulé Rope Burns: Stories from the Corner (traduit en français sous le titre La Brûlure des cordes), dont deux ont été adaptées à l'écran par Clint Eastwood sous le titre Million Dollar Baby en 2004.
Son roman posthume Pound for Pound (Coup pour coup) a été publié en 2006 et a reçu un accueil enthousiaste de la critique.
Son pseudonyme a été composé avec les noms du missionnaire jésuite François Xavier et de l'acteur Peter O'Toole.